# مثلث شفارز

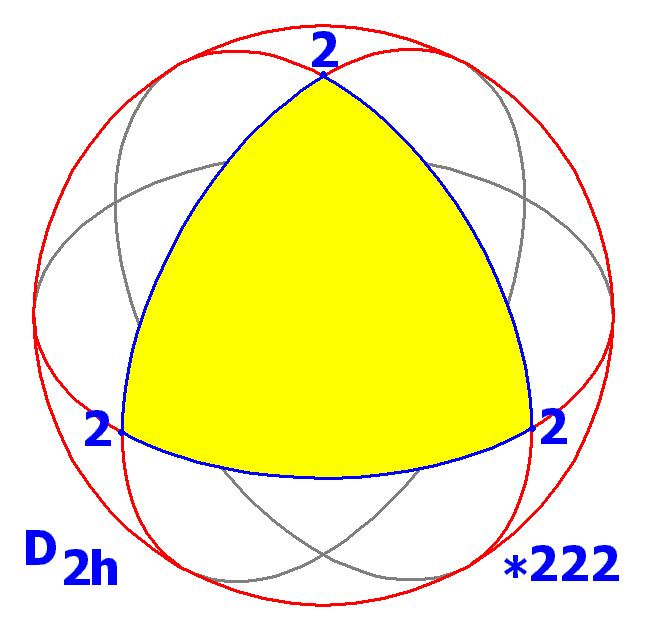

في الهندسة الرياضية، مثلث شفارز (بالإنجليزية: Schwarz triangle)، هو مثلث كروي يمكن استعماله من أجل تغطية الكرة كاملةً.
سمي هذا المثلث هكذا نسبة إلى عالم الرياضيات هيرمان شفارز.